# Parc Natural dels Ports

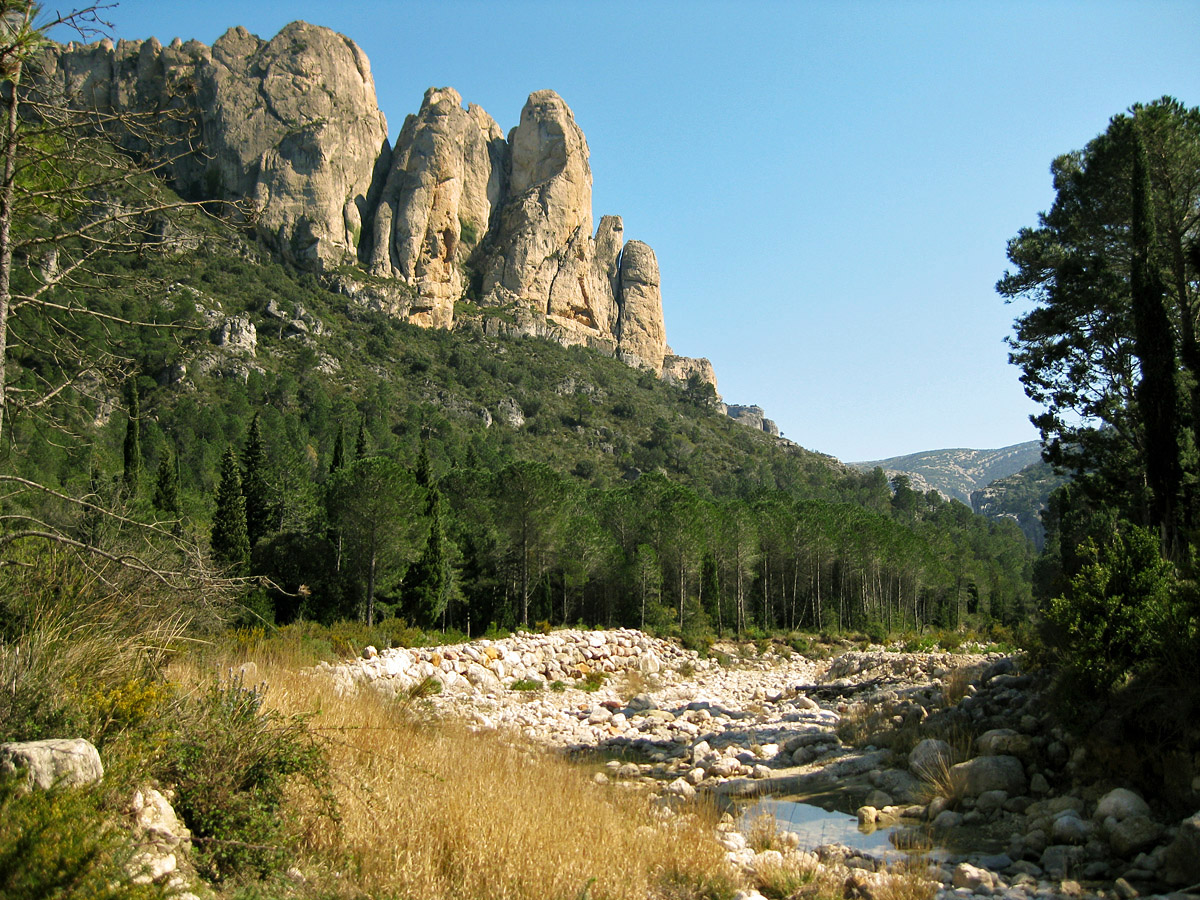
Tal bei Mas de Barberans

Der Parc Natural dels Ports ist ein Naturpark in Katalonien, der den größten Teil der Ports de Tortosa-Beseit umfasst.
Er wurde per Dekret am 12. Juni 2001 gegründet. In diesem Dekret wurde außer der Einrichtung des Parc Natural dels Ports auch ein Teil des Buchenwalds von Els Ports unter Naturschutz gestellt. Der Park liegt ca. 50 km landeinwärts auf halbem Wege zwischen Barcelona und Valencia.

## Schutzgebiet

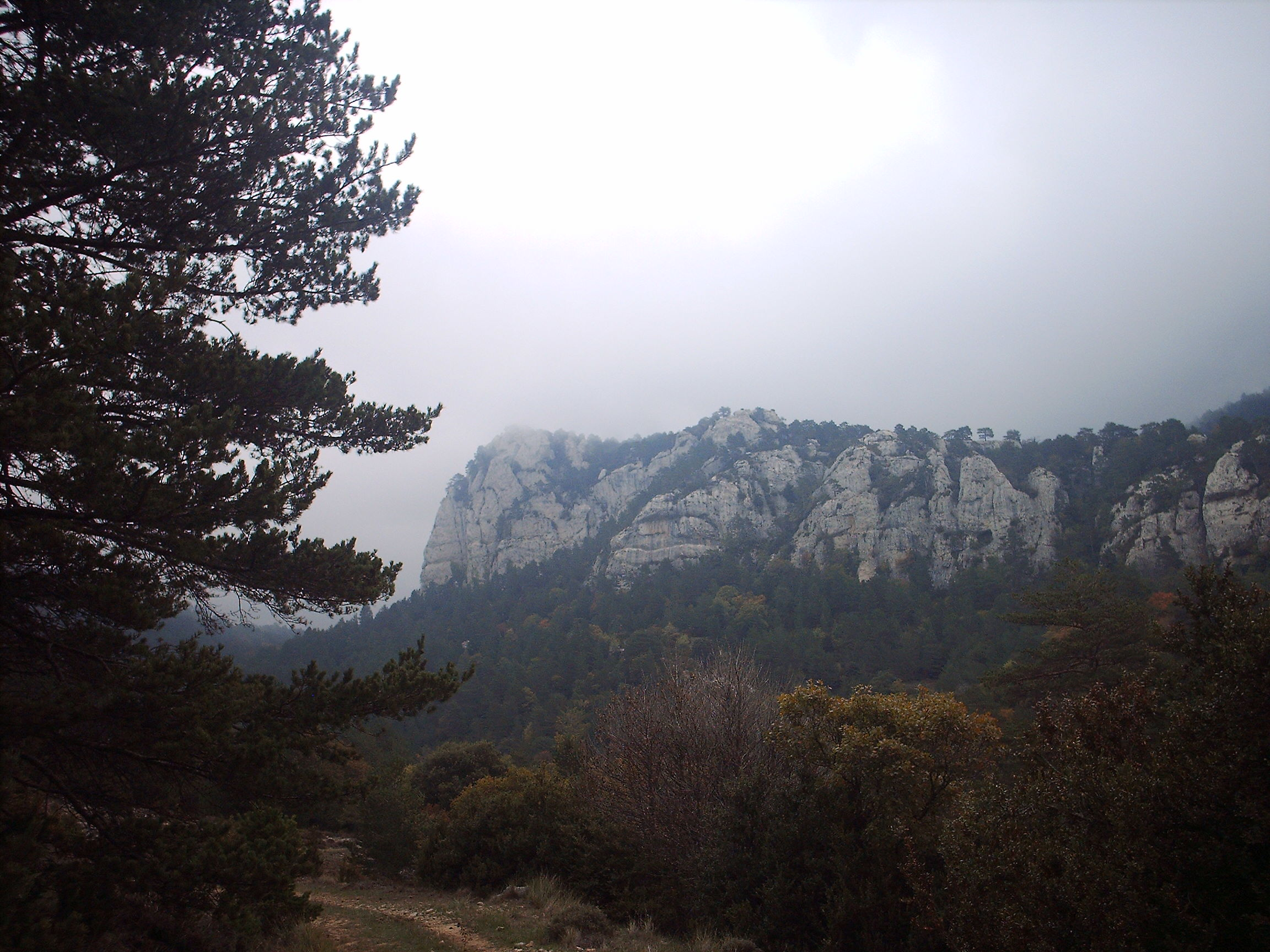
Buchenwald

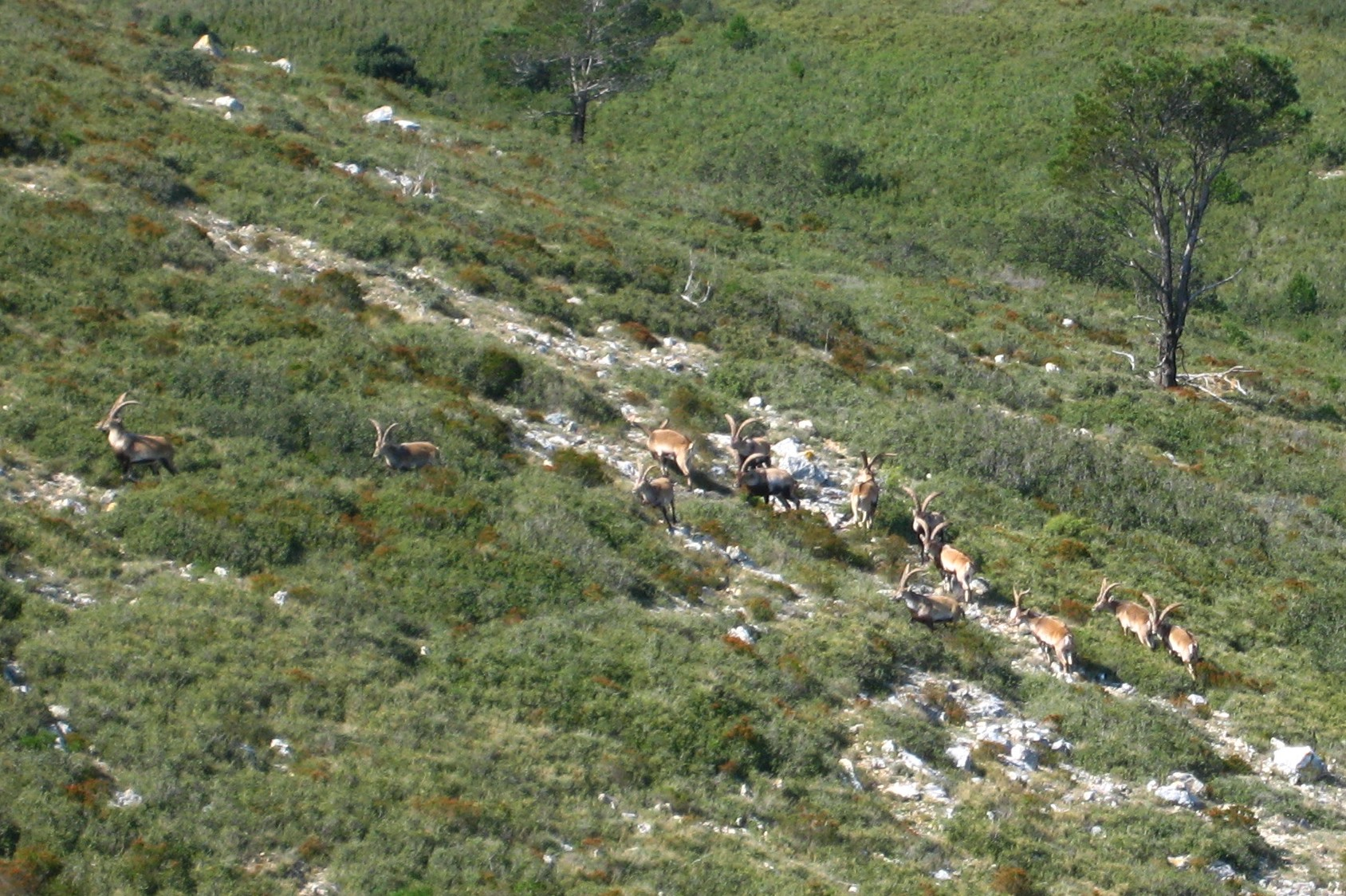
Iberische Steinböcke, Charaktertiere des Parks

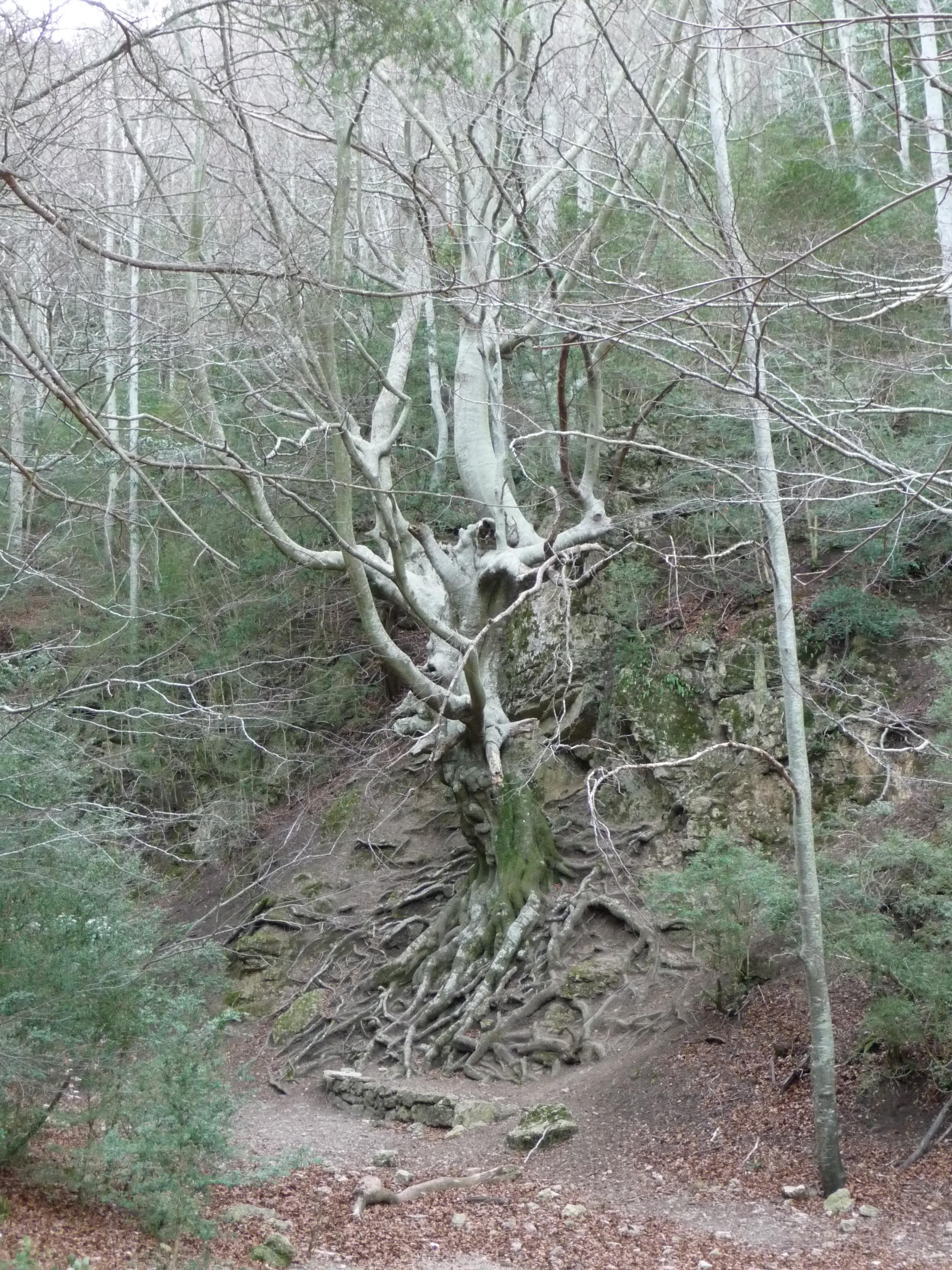
„Vater der Buchen“ – faig pare

Erfasst ist eine Zone von 35.050 Hektar, inklusive 867 ha Naturschutzgebiete. Eingeschlossene Gemeinden im Park sind:
- Terra Alta: Arnes, Horta de Sant Joan, Prat de Comte
- Baix Ebre: Alfara de Carles, Paüls, Roquetes, Tortosa
- Montsià: Mas de Barberans, La Sénia

## Flora und Fauna
In den höchstgelegenen Gebieten weist der Park ausgedehnte Wälder von Waldkiefern auf, während in den unteren Steineichenwälder gut erhalten sind sowie Bestände von Kermeseichen; in beiden Waldgebieten gibt es reichlich Buschwerk (Gewöhnlicher Buchsbaum). Auch ein Buchenwaldgebiet (Rotbuche) ist erhalten geblieben, eines der südlichsten in Europa. Die berühmteste Buche im Park ist der „faig pare“, der „Vater der Buchen“.
Das Leittier im Park ist der Iberische Steinbock; es existiert auch eine große Kolonie von Gänsegeiern.